# Le Triporteur de Belleville

Le Triporteur de Belleville est un téléfilm français en 2 parties, réalisé par Stéphane Kurc, adapté du roman de Daniel Goldenberg, diffusé les 28 février et 1er mars 2005.

## Synopsis
En 1940, en pleine débâcle, deux soldats perdus se rencontrent et se lient d'amitié : Victor, un juif de Belleville et Bernard Mirande, originaire du Béarn. Mais Victor est fait prisonnier par les nazis et rejoint un camp de transit. Avec l'aide de son ami, il parvient à se sauver et est recueilli par Marie, une jeune veuve. Très vite, Victor et Marie se plaisent. Victor demande à ses parents de le rejoindre chez Marie d'où ils pourront passer en zone libre.

## Fiche technique
- Titre : Le Triporteur de Belleville
- Réalisation : Stéphane Kurc
- Costumes: Sylviane Combes
- Décors : Emmanuel Sorin
- Photographie : Marc Koninckx
- Montage : Elisabeth Couque, Anne-Marie Lhôte
- Son : Pierre-Antoine Coutant
- Genre : Drame

## Distribution
- Lorànt Deutsch : Victor Leïzer, un jeune Juif de Belleville
- Mathias Mlekuz : Bernard Mirande, un gaillard du Béarn avec qui il se lie d'amitié
- Romane Bohringer : Marie Chabaud, une jeune fermière dont le mari a disparu, qui élève son enfant seule, dont s'éprend Victor
- Aladin Reibel : Le commandant Braumann, le commandant du camp de transit allemand, qui persécute Victor
- Benjamin Egner : Bayer
- Colette Renard : Mme Belvèze
- Michel Jonasz : Élie Leïzer, un marchand de fruits et légumes de Belleville, le père de Victor
- Christophe Reymond : Monsieur de Blament.
- Pascal Elso : Joseph, un paysan qui aide Bernard
- Nanou Garcia : Mathilde Leïzer
- Agathe Dronne : Myriam Leïzer
- Frankie Wallach : Annie Weill
- Wesley Sfez : Moshe
- Maxime Jarry : Paul Chabaud
- Bruno Abraham-Kremer : Max
- Chantal Neuwirth : Anita Rodriguez
- Adélaïde Bon : Ida
- Catherine Lefroid : Maman Paulo
- Christian Drillaud : le colonel en déroute
- Edwin Krüger : Officier allemand

## Diffusions
Partie 1 - 28/02/2005 - 102 min
Partie 2 - 01/03/2005 - 101 min